# Witchekan Lake 117-D
Witchekan Lake 117-D är ett reservat i Kanada.   Det ligger i provinsen Saskatchewan, i den centrala delen av landet, 2 500 km väster om huvudstaden Ottawa.
Trakten runt Witchekan Lake 117-D består till största delen av jordbruksmark. Trakten runt Witchekan Lake 117-D är nära nog obefolkad, med mindre än två invånare per kvadratkilometer.